# Arechi I di Benevento
Arechi I (o Arigis o Aretchis; VI secolo – 641) è stato un duca longobardo, duca di Benevento dal 591 al 641.

## Biografia
Arechi I fu il secondo duca di Benevento dal 591 alla sua morte nel 641, un regno di mezzo secolo. Proveniva dal Friuli ed era imparentato con i loro duchi, forse nipote di Zottone, il suo predecessore. Fu nominato duca dal re Agilulfo nella primavera del 591, dopo la morte di Zottone. Era praticamente indipendente, perché il suo ducato era separato dalla Langobardia Maior dal Corridoio bizantino.
Conquistò Capua e Venafro in Terra di Lavoro e zone della Basilicata e della Calabria. Non riuscì a prendere Napoli, dopo un assedio (già Zottone non vi era riuscito), ma prese Salerno dal 620 in poi. Trascorse gli ultimi anni del suo regno a stabilire buone relazioni con i Romanici cattolici del suo ducato e fare suo successore il figlio. Alla sua morte, dopo essere sopravvissuto molto per un sovrano dell'epoca, la sua indipendenza era assicurata e il suo dominio passò a suo figlio Aione I.

## Cronologia delle imprese militari
- 592: assedio di Napoli insieme ad Ariulfo duca di Spoleto. Il tribuno Costanzo, inviato a Napoli da papa Gregorio I, riuscì a respingere gli assedianti.[2]
- 594: caduta di Capua in mano longobarda (il clero capuano risulta residente a Napoli)[3].
- 595: conquista di Venafro, dove non fu più possibile eleggere il vescovo.[4]
- 596: caduta di Nola e minaccia contro Amalfi (i Longobardi fecero molti prigionieri, che vennero riscattati dal papa).[5]; conquista anche di Crotone, tuttavia troppo esposta agli attacchi della flotta bizantina e presto nuovamente perduta.
- 598: tregua tra l'esarca Callinico e il re dei Longobardi Agilulfo: forse anche Arechi partecipò alle trattative.
- 599: conquista di Atella.[6]
- 601: rotta la tregua, conquista di Nuceria Alfaterna[7].

### Fonti primarie
- Paolo Diacono, Historia Langobardorum (Storia dei Longobardi, cura e commento di Lidia Capo, Lorenzo Valla/Mondadori, Milano 1992).

### Letteratura storiografica
- Sergio Rovagnati, I Longobardi, Milano, Xenia, 2003, ISBN 88-7273-484-3.